# Sutton (Rushcliffe)
Sutton – osada w Anglii, w hrabstwie Nottinghamshire, w dystrykcie Rushcliffe, w civil parish Granby. Leży 17 km od miasta Newark-on-Trent. W 1870-72 osada liczyła 126 mieszkańców.